# Brachystelma festucifolium
Brachystelma festucifolium är en oleanderväxtart som beskrevs av Eileen Adelaide Bruce. Brachystelma festucifolium ingår i släktet Brachystelma och familjen oleanderväxter. Inga underarter finns listade i Catalogue of Life.